# جون بينتو
جون بينتو (15 أكتوبر 1990 بدافاو في الفلبين - ) هو لاعب كرة سلة فلبيني في مركز الهجوم خلفي. لعب مع NorthPort Batang Pier ‏.

## وصلات خارجية
- جون بينتو على موقع بروبوليرز (الإنجليزية)